# Плон
Плон (фр. Plon) — французьке видавництво, засноване в 1852 році Анрі Плоном та двома його братами. 
Засновники видавництва, імовірно, були нащадками Жана Плона, данського друкаря, що жив у кінці XVI століття.

## Історія
Видавництво «Плон» засноване в 1852 році друкарською родиною Плонів. У той час Анрі Плон здобув титул імператорського друкаря (фр. imprimeur de l’Empereur) й публікував листування Людовика XIII, Марії Антуанетти та Наполеона.
У кінці XX століття видавництво пройшло через ряд реорганізацій та неодноразово змінило власника. З 2008 року видавництво належить іспанській видавничій групі «Планета».

## Видавничий профіль
Видавництво «Плон» спеціалізується на виданні художньої літератури, а також праць з політичної історії та гуманітарних дисциплін.
Видавництво заснувало ряд серій:
- Документи й мемуари (фр. Documents et Mémoires), присвячена видатним історичним постатям,
- Романи (переважно автори XX та XXI століття)
- Перехресні вогні (фр. Feux Croisés) (зарубіжна література)
- Людська земля (фр. Terre Humaine)
- Романи для молоді та література фентезі.